# サブリナ (テレビドラマ)
『サブリナ』（英: Sabrina, the Teenage Witch）は、アメリカ合衆国で1996年から2003年まで放送されたシチュエーション・コメディ・テレビドラマ（海外ドラマ）。日本ではNHK教育で1999年から2003年まで放送された。現在は衛星放送のディズニー・チャンネルで放送されている。全7シーズン（全163話）

## 概要
原作はアーチー・コミックの漫画作品『魔女サブリナ』（Sabrina, the Teenage Witch）。1996年9月27日から2000年5月5日まで、最初の4シーズンがABCで、2000年9月22日から2003年4月24日まで、後の3シーズンがThe WBで放映された。今でも時々新エピソードが配信されている。
原作漫画は1971年にアニメ化され、日本でも『かわいい魔女サブリナ』のタイトルで有名であるが、本作の成功で1999年に再びTVアニメ版『おちゃめな魔女サブリナ』が製作されて、2004年にディズニー・チャンネルで放送された。

## 物語
サブリナ・スペルマンは実は魔法使い。同じく魔法使いのおばさんと暮らすことになったサブリナの日々を描く、コメディー・ドラマ。

## 出演者

### 主要な登場人物
- サブリナ・スペルマン（Sabrina Spellman）：メリッサ・ジョーン・ハート（声：石塚理恵[1][2]）

物語の主人公で魔法使いと人間のハーフ。16歳になったのを機に魔法の力に目覚め、修行のためにゼルダ･ヒルダ姉妹の家に居候することになる。自身の魔法がトラブルに発展することが多く、その都度叔母のゼルダやヒルダの助言で助けられている。大学卒業後は音楽雑誌スコーチ・マガジンに就職するが上司との口論の末に退社。その後はフリーライターとして働き始める。恋人のハービーと付き合っていたが彼に魔女であることを知られ破局、しかし最終的には運命の相手として結ばれた。スペルマン家の魔法使いは全員が双子であり、彼女にも「カトリーナ」という姉妹がいる。
- ゼルダ・スペルマン（Zelda Spellman）：ベス・ブロデリック（声：藤田淑子[2]）

サブリナの叔母で、ヒルダの姉。物静かで理知的な性格で、暴走しがちなヒルダの歯止め役となっているが、本気で怒るとヒルダ以上に過激な行動に出ることもある。ある話では年齢が1000歳を超えているらしい発言をしているが、別の話では600歳前後であるとも述べており、詳細不明。魔法の修行のため、サブリナを家で預かっている。ある事件でサブリナを助けるために子供の姿に戻ってしまい、そのためか第7シーズンでは一度も登場しなかった。
- ヒルダ・スペルマン（Hilda Spellman）：キャロライン・レイ（声：雨蘭咲木子[3][2]）

サブリナの叔母で、ゼルダの妹。ゼルダとは対照的に快活で直情的な性格。年齢はゼルダ同様不明。サブリナが困った時に助言をすることがあるが、「（嫌いな相手を）パイナップルに変えて輪切り」「家に大砲をぶち込む」など物騒なものが多い。第7シーズンではゼルダと同じく登場せず、最終話にのみサブリナの結婚式に訪れる。
- セーレム・セーブレヘーゲン（Salem Saberhagen）：ニック・ベイケイ（声のみ）：（声：小倉久寛[2]）

サブリナの家で飼われている黒猫だが、実は元人間で、かつて世界征服を企てた罪で「100年間猫の刑」に処されている。中身が人間であるため会話も可能。本人は自分の罪について全く反省しておらず、度々周りを巻き込む厄介な事件を引き起こしている（場合によってはそれが原因で猫の刑が延長されることもある）が、茶目っけがあり憎めない性格をしている。
- ハービー・キンクル（Harvey Kinkle）：ネイト・リチャート（声：岩田光央[2]）

サブリナが通っていた高校の同級生。スポーツマンで、明るくやさしい性格である。一時は恋人関係にあったが、サブリナが魔女であることを知ってしまい、破局した。だが、最終的にはサブリナと結ばれる。

### 過去の出演者
- リビー・チェスラー（Libby Chessler）：ジェナ・リー・グリーン（シーズン 1 - 3）（声：朴璐美[要出典]）

ウエストブリッジ高校のチアリーダー。女王様気質の嫌味な性格で、たびたびサブリナのことを「ダサい」などと言ってからかっている。ハービーを狙っており、途中サブリナとハービーの仲を引き裂こうとしたこともあったが、結局サブリナに負けて付き合うことができなかった。シーズン3の最後からシーズン4の最初で全寮制の高校に転校した。
- ジェニファー・ケリー（Jennifer 'Jenny' Kelley）：ミシェル・ブードイン（シーズン 1）（声：幸田夏穂[4]）

サブリナの友人。最初はハービーのことが好きだったが、自分と合わないことに気づき諦める。
- バレリー・バークヘッド（Valerie Birckhead）：リンゼイ・スローン（シーズン 2 - 3 ）（声：岡村明美[要出典]）

サブリナの友人。学校の人気者になりたがっているが、人前に立つのが苦手で自分のことをダサいと思っており、クールにしていようとしてもすぐに感情が表に出てしまう。アルバイトをしても必ず問題を起こしクビになってしまい、クラフト教頭が大の苦手。途中でチアガールの2軍に入部する。シーズン4の最初で父親の仕事の関係でアラスカに引っ越す。
- ウィラード・クラフト（Willard Kraft）：マーティン・マル（シーズン 2 - 4 ）（声：辻親八[5]）

サブリナが通う高校の教頭（後に校長に昇進）。生徒の嫌がる顔を見るのが何よりも好きで、些細なことで居残りを命じる為生徒からの人望は皆無。当初はヒルダと恋人関係にあったが、最終的にゼルダと結ばれる。
- ドリーマ（Dreama）：チャイナ・シェーバーズ（シーズン 4）（声：鈴木佳由[6]）

サブリナの友人。魔女候補なので魔法を上手く使うことができない。その為、サブリナが教官で魔法を教わる。うっかり魔法を使い魔女ハンターのブラッドに見つかりネズミにされたこともある。
- ジョッシュ（Josh）：デビッド・ラッシャー（シーズン 4 - 6 ）（声：内田夕夜[要出典]）

最初はサブリナが始めたバイト先のコーヒーハウスの先輩だった。サブリナがかけた魔法でハービーとサブリナの取り合いをしたことがある。お互い好意があり付き合おうとするがなかなか進展せず、しばらくはモーガンと付き合っていた。シーズン5の最後からサブリナと真剣に交際を始める。シーズン6ではボストン・シチズン誌に就職する。
- マイルズ・グッドマン（Miles Goodman）：トレヴァー・リサウアー（シーズン 5 - 6 ）（声：神奈延年[7]）

サブリナのルームメイト。唯一の男性ルームメイトだがサブリナ、ロキシー、モーガンから男性として全く意識されない。本人もモテないことにかなり悩んでいる。謎の隕石を集めたり、エイリアンと交信したりと、かなりの超常現象マニアで将来は超常現象研究者を目指している。

### 途中からの出演者と途中出演者
- ロキシー・キング（Roxie King）：ソレイユ・ムーン・フライ（シーズン 5 - 7 ）（声：田野聖子[8]）

サブリナの友人でルームメイト。同じアパートで部屋も共同で使っている。荒っぽく押しが強い男っぽい性格で、最初はサブリナと合わなくよく喧嘩していたが、後に一番の友人になる。一部分でマイルズと気が合う場面もあった。モーガンとは正反対でファッションに関して興味がない。大学卒業後はラジオパーソナリティの仕事をしている。
- モーガン・カバナフ（Morgan Cavanaugh）：イライザ・ドノヴァン（シーズン 5 - 7 ）（声：山本貴永[要出典]）

サブリナの友人でルームメイト。サブリナとロキシーより先輩である。かなりのわがままでファッションに関して命を掛けている。本人も3度の食事より宝石が好きと言っている。大学時代はあまり勉強せずかなり遊んでいた。実家がお金持ちで金遣いが荒く破産したこともある。大学卒業後はファッションデザイナーの仕事をしている。
- アマンダ（Amanda）：エミリー・ハート（シーズン 1 [第5話]、シーズン 2 [第29話]、シーズン 3 [第66話]、シーズン 4 [第95話]、シーズン 5 [第115話]、シーズン 6 [第136話]、シーズン 7 [第149話]と[第163話]）（声：初代 [第5話と第29話] 川田妙子、2代目 [第66話] かないみか、3代目 [第95話～] 小林さやか[要出典]）

サブリナの従姉妹。最初はかなり性格が荒れていて、サブリナの家に火をつけたりして手に負えなかった。ヒルダやセーレムから悪魔より凄まじいなどと言われていた。シーズン5で手に負えな魔法使いを人間界に適用させる為の施設ウィッチライトホールに入り、その後は徐々に良い子になっていく。
- アニー（Annie）：ダイアナ・マリア・リーバ（シーズン 7）（声：小山茉美[要出典]）
- コール（Cole）：アンドリュー・ウォーカー（シーズン 7）（声：横堀悦夫[要出典]）
- ジェームズ（James）：バンパー・ロビンス（シーズン 7）（声：神尾佑[9]）
- レナード（Leonard）：ジョン・デューシー（シーズン 7）（声：田中明生[10]）

### ゲスト出演者
- ビリー・ブランクス（Billy Blanks）：本人役
- タラ・リピンスキー（Tara Lipinski）：本人役
- ブリトニー・スピアーズ：本人役
- アヴリル・ラヴィーン：本人役
- バックストリート・ボーイズ：本人役
- イン・シンク：本人役
- アシャンティ：本人役
- グー・グー・ドールズ：本人役
- ヘンリー・ギブソン：判事役
- アッシャー：ラブドクター役
- ロバート・ピカード
- ボブキャット・ゴールドスウェイト
- アーレイ・ミルズ
- ゲディ・ワタナベ
- グレン・シャディックス
- ランディ・トラヴィス：本人役
- ダ・ブラット：Baby K2K役
- ケイト・ジャクソン：ロキシーの母親役

## エピソード
※日本放送日はNHK教育放送時（NHKクロニクルより）、このうち「偽りの別居生活」はディズニーチャンネルで初放送（放送日は不明）。

### シーズン1
| #  | サブタイトル       | 原題                                 | 放送日         |
| -- | ------------------ | ------------------------------------ | -------------- |
| 1  | 魔女は16歳         | Pilot                                | 1999年 7月26日 |
| 2  | 魔法の味はウソの味 | Bundt Friday                         | 8月2日         |
| 3  | 新米魔女の大失敗   | The True Adventures of Rudy Kazootie | 8月23日        |
| 4  | 初級魔女入門       | Terrible Things                      | 8月30日        |
| 5  | 魔女２号登場       | A Halloween Story                    | 9月6日         |
| 6  | ラブラブ即席マン   | Dream Date                           | 9月13日        |
| 7  | 夢のマジカルドーム | Third Aunt from the Sun              | 9月20日        |
| 8  | いたずら透明人間   | Magic Joel                           | 9月27日        |
| 9  | 科学クラブの独裁者 | Geek Like Me                         | 10月4日        |
| 10 | カンフー・マジック | Sweet and Sour Victory               | 10月11日       |
| 11 | セーレム救出作戦   | A Girl and Her Cat                   | 10月18日       |
| 12 | 正義のリベンジ     | Trial by Fury                        | 10月25日       |
| 13 | ジェニー 魔界へ    | Jenny’s Non-Dream                    | 11月1日        |
| 14 | 鏡の国のサブリナ   | Sabrina Through the Looking Glass    | 11月8日        |
| 15 | サイン会は大騒動   | Hilda And Zelda：the Teenage Years   | 11月15日       |
| 16 | わくわく火星ツアー | Mars Attracts                        | 11月22日       |
| 17 | 初めての甘いキス   | First Kiss                           | 11月29日       |
| 18 | 愛のボランティア   | Sweet Charity                        | 12月6日        |
| 19 | セーレムの晴れ舞台 | Cat Showdown                         | 12月13日       |
| 20 | パパの恋人         | Meeting Dad’s Girlfriend             | 12月20日       |
| 21 | ドラマチックな日   | As Westbridge Turns                  | 12月27日       |
| 22 | 魔女おばさんの昔話 | The Great Mistake                    | 2000年 1月10日 |
| 23 | 魔女はだれだ？     | The Crucible                         | 1月17日        |
| 24 | のろわれた花嫁     | Troll Bride                          | 1月24日        |

### シーズン2
| #  | サブタイトル         | 原題                             | 放送日         |
| -- | -------------------- | -------------------------------- | -------------- |
| 25 | 魔女のライセンス(1)  | Sabrina Gets Her License Part 1  | 2000年 1月31日 |
| 26 | 魔女のライセンス(2)  | Sabrina Gets Her License Part 2  | 2月7日         |
| 27 | キューピッド大作戦   | Dummy For Love                   | 2月14日        |
| 28 | ダブル・デート       | Dante’s Inferno                  | 2月21日        |
| 29 | わがままアマンダ     | A Doll’s Story                   | 2月28日        |
| 30 | サブリナ少年に変身   | Sabrina, The Teenage Boy         | 3月6日         |
| 31 | 初めてのパーティー   | A River of Candy Runs Through It | 3月13日        |
| 32 | 60年代へのトリップ   | Inna-Gadda-Sabrina               | 3月20日        |
| 33 | “魔法本”のトラブル   | Witch Trash                      | 3月27日        |
| 34 | 13日の金曜日         | To Tell a Mortal                 | 4月3日         |
| 35 | 呪文に頼るべからず   | Oh What a Tangled Web She Weaves | 4月10日        |
| 36 | 不思議なクリスマス   | Sabrina Claus                    | 4月17日        |
| 37 | 若返った教頭先生     | Little Big Kraft                 | 4月24日        |
| 38 | ジグソーパズル       | Five Easy Pieces of Libby        | 5月1日         |
| 39 | 魔法の人差し指       | Finger Lickin’ Flu               | 5月8日         |
| 40 | サブリナと豆の木     | Sabrina and the Beanstalk        | 5月15日        |
| 41 | 恋のミス・マッチ     | The Equalizer                    | 5月22日        |
| 42 | 校内バンド合戦       | The Band Episode                 | 5月29日        |
| 43 | 女王気取りはだめ！   | When Teens Collide               | 6月5日         |
| 44 | 夢に終わったマイカー | My Nightmare, The Car            | 6月12日        |
| 45 | 恐怖に負けるな！     | Fear Strikes Up a Conversation   | 6月19日        |
| 46 | きつい変身修行       | Quiz Show                        | 6月26日        |
| 47 | 悪夢のワンダーランド | Disneyworld                      | 7月3日         |
| 48 | 偽りの別居生活       | Sabrina’s Choice                 | 不明           |
| 49 | ウワサばらまき工場   | Rumor Mill                       | 7月10日        |
| 50 | ママか魔法か         | Mom vs. Magic                    | 7月17日        |

### シーズン3
| #  | サブタイトル         | 原題                                      | 放送日         |
| -- | -------------------- | ----------------------------------------- | -------------- |
| 51 | 恋人選びで大混乱     | It’s a Mad, Mad, Mad, Mad Season Opener   | 2000年 7月24日 |
| 52 | 恥なんて気にしない   | Boy Was My Face Red                       | 7月31日        |
| 53 | 愛としっとの裏表     | Suspicious Minds                          | 8月7日         |
| 54 | 危ない手品師         | The Pom-Pom Incident                      | 8月21日        |
| 55 | なぞのパンケーキ病   | Pancake Madness                           | 8月28日        |
| 56 | ハロウィーンの贈り物 | Good Will Haunting                        | 9月4日         |
| 57 | ギャンブルにはご用心 | You Bet Your Family                       | 9月11日        |
| 58 | サブリナ賞の授賞式   | And the Sabrina Goes to…                  | 9月18日        |
| 59 | 脳内からの脱出指令   | Nobody Nose Libby Like Sabrina Nose Libby | 9月25日        |
| 60 | サブリナと野獣       | Sabrina and the Beast                     | 10月2日        |
| 61 | クリスマスが消えた?! | Christmas Amnesia                         | 10月9日        |
| 62 | もう一人のサブリナ   | Whose So-Called Life Is It Anyway?        | 10月16日       |
| 63 | 野心家ハービー       | What Price Harvey?                        | 10月23日       |
| 64 | 教頭夫人は魔女だった | Mrs. Kraft                                | 10月30日       |
| 65 | サブリナの海賊退治   | Sabrina and the Pirates                   | 11月6日        |
| 66 | 恋の女神サブリナ     | Sabrina the Matchmaker                    | 11月13日       |
| 67 | 魔法のクーポン券     | Salem the Boy                             | 11月20日       |
| 68 | 魔法のタイプライター | Sabrina, the Teenage Writer               | 11月27日       |
| 69 | ケシの花は眠りの精   | The Big Sleep                             | 12月4日        |
| 70 | ペンパルは大泥棒     | Sabrina’s Pen Pal                         | 12月11日       |
| 71 | サブリナ主演テレビ   | Sabrina’s Real World                      | 12月18日       |
| 72 | なぞ解きに王道なし   | The Long and Winding Short Cut            | 12月25日       |
| 73 | 危険な夢盗人         | Sabrina the Sandman                       | 2001年 1月8日  |
| 74 | サイレント映画の世界 | Silent Movie                              | 1月15日        |
| 75 | 対決！双子のサブリナ | The Good, the Bad, and the Luau           | 1月22日        |

### シーズン4
| #  | サブタイトル           | 原題                                        | 放送日         |
| -- | ---------------------- | ------------------------------------------- | -------------- |
| 76 | 我が家が最高！         | No Place Like Home                          | 2001年 1月29日 |
| 77 | 魔女候補ドリーマ       | Dream a Little Dreama Me                    | 2月5日         |
| 78 | 緑色は嫉妬の色         | Jealousy                                    | 2月12日        |
| 79 | ヒルダは養子？         | Little Orphan Hilda                         | 2月19日        |
| 80 | 欲しい欲しい病         | Spoiled Rotten                              | 2月26日        |
| 81 | ゾンビとハロウィーン   | The Phantom Menace                          | 3月5日         |
| 82 | サブリナピンチ         | Prelude to a Kiss                           | 3月12日        |
| 83 | 素顔の自分で           | Aging, Not So Gracefully                    | 3月19日        |
| 84 | 愛とは素直に謝れること | Love Means Never Having to Say You’re Sorry | 3月26日        |
| 85 | セーレム同窓会へ行く   | Salem and Juliette                          | 4月9日         |
| 86 | ジャマイカでクリスマス | Sabrina, Nipping at Your Nose               | 4月16日        |
| 87 | ダイエットで透明人間   | Now You See Her, Now You Don’t              | 4月23日        |
| 88 | 夢をかなえましょう     | Super Hero                                  | 4月30日        |
| 89 | 魔界の結婚式           | Salem’s Daughter                            | 5月7日         |
| 90 | 最悪のバレンタイン     | Love In Bloom                               | 5月14日        |
| 91 | 大学進学はタップで     | Welcome Back, Duke                          | 5月21日        |
| 92 | 雪山で遭難             | Ice Station Sabrina                         | 5月28日        |
| 93 | 魔女ハンターにご注意   | Dreama. The Mouse                           | 6月4日         |
| 94 | ルールなんて大嫌い     | The Wild, Wild Witch                        | 6月11日        |
| 95 | アマンダ旋風           | She’s Baaaack!                              | 6月18日        |
| 96 | 高校最後の舞踏会       | The Four Faces Of Sabrina                   | 6月25日        |
| 97 | 恋人の選択はどっち？   | The End of an Era                           | 7月2日         |

### シーズン5
| #   | サブタイトル           | 原題                                     | 放送日        |
| --- | ---------------------- | ---------------------------------------- | ------------- |
| 98  | 独り立ちも楽じゃない   | Every Witch Way But Loose                | 2001年 7月9日 |
| 99  | 時間を倍にする法       | Double-Time                              | 7月16日       |
| 100 | 新しい恋               | Heart of the Matter                      | 7月30日       |
| 101 | ハロウィーン大作戦     | You Can’t Twin                           | 7月23日       |
| 102 | 双子のカトリーナ出現   | House of Pi’s                            | 8月6日        |
| 103 | 得ダネを逃すな         | The Halloween Scene                      | 8月20日       |
| 104 | 日本未放送             | Welcome, Traveler                        | ---           |
| 105 | 魔界の差別             | Some of My Best Friends Are Half-Mortals | 8月27日       |
| 106 | ひいき？それは実力     | Lost at C                                | 9月4日        |
| 107 | クリスマスは我が家で   | Sabrina’s Perfect Christmas              | 9月10日       |
| 108 | 応援！カメラマン志願   | My Best Shot                             | 9月17日       |
| 109 | 体内時計紛失           | Tick-Tock Hilda’s Clock                  | 9月24日       |
| 110 | ゼルダの変身           | Sabrina’s New Roommate                   | 10月1日       |
| 111 | 嫌われ者サブリナ       | Making the Grade                         | 10月8日       |
| 112 | バレンタイン・デート   | Love Is a Many Complicated Thing         | 10月15日      |
| 113 | サブリナは僕の女神     | Sabrina, the Muse                        | 10月22日      |
| 114 | フロリダで夏休み       | Beach Blanket Bizarro                    | 10月29日      |
| 115 | アマンダ再来           | Witchright Hall                          | 11月5日       |
| 116 | アパート取り壊し反対！ | Sabrina, the Activist                    | 11月12日      |
| 117 | 空飛ぶスーパーカー     | Do You See What I See?                   | 11月19日      |
| 118 | 悪霊騒動               | Sabrina’s Got Spirit                     | 11月26日      |
| 119 | ついに両思い           | Finally!                                 | 12月3日       |

### シーズン6
| #   | サブタイトル             | 原題                            | 放送日          |
| --- | ------------------------ | ------------------------------- | --------------- |
| 120 | バンパイアは私だ         | Really Big Season Opener        | 2002年 12月16日 |
| 121 | 運命とのダンス           | Sabrina’s Date with Destiny     | 12月23日        |
| 122 | ジョッシュの就職         | What’s News                     | 12月30日        |
| 123 | ハロウィーン急行殺人事件 | Murder on the Halloween Express | 2003年 1月6日   |
| 124 | 才能は人それぞれ         | The Gift of Gab                 | 1月13日         |
| 125 | クローン騒動             | Thin Ice                        | 1月20日         |
| 126 | モーガンの破産           | Humble Pie                      | 1月27日         |
| 127 | 嘘はこりごり             | Hex, Lies & No Videotape        | 2月3日          |
| 128 | 魔の誕生日               | A Birthday Witch                | 2月10日         |
| 129 | とんでもない贈り物       | Deliver Us from E-mail          | 2月17日         |
| 130 | 雲界10番                 | Cloud Ten                       | 2月24日         |
| 131 | ヒルダ出馬               | Sabrina and the Candidate       | 3月3日          |
| 132 | 愛の告白                 | I Think I Love You              | 3月10日         |
| 133 | サブリナが結婚?          | The Arrangement                 | 3月17日         |
| 134 | タイム・トラベル         | Time After Time                 | 4月7日          |
| 135 | 愛の証（あかし）         | Sabrina and the Kiss            | 4月14日         |
| 136 | 闘争心ドリンク           | The Competition                 | 4月21日         |
| 137 | 私はお節介               | I, Busybody                     | 4月28日         |
| 138 | ゼルダ解雇               | Guilty!                         | 5月5日          |
| 139 | ママとの再会             | The Whole Ball of Wax           | 5月12日         |
| 140 | 保険詐欺に遭う           | Driving Mr. Goodman             | 5月19日         |
| 141 | 砕け散ったサブリナ       | I Fall To Pieces                | 5月26日         |

### シーズン7
| #   | サブタイトル         | 原題                                  | 放送日        |
| --- | -------------------- | ------------------------------------- | ------------- |
| 142 | サブリナの就職       | Total Sabrina Live!                   | 2003年 6月2日 |
| 143 | ウヌボレ屋           | The Big Head                          | 6月9日        |
| 144 | 口は災いのもと       | Call Me Crazy                         | 6月16日       |
| 145 | 入れ替わった性格     | Shift Happens                         | 6月23日       |
| 146 | 濡れ衣               | Free Sabrina                          | 6月30日       |
| 147 | セクシー・サブリナ   | Sabrina Unplugged                     | 7月7日        |
| 148 | 魔法とさよなら？     | Witch Way Out                         | 7月14日       |
| 149 | 取材も命がけ         | Bada-Ping!                            | 7月21日       |
| 150 | 真夏のクリスマス     | It’s a Hot, Hot, Hot, Hot Christmas   | 7月28日       |
| 151 | 芸能界デビュー       | Ping, Ping a Song                     | 8月4日        |
| 152 | 本音と建て前         | The Lyin’, the Witch and the Wardrobe | 8月11日       |
| 153 | 信頼と友情           | In Sabrina We Trust                   | 8月18日       |
| 154 | 不思議の国のサブリナ | Sabrina in Wonderland                 | 8月25日       |
| 155 | 完璧なサブリナ       | Picture Perfect                       | 9月1日        |
| 156 | 忘れられぬ初恋       | Cirque du Sabrina                     | 9月8日        |
| 157 | シラノ・ド・サブリナ | Getting to Nose You                   | 9月15日       |
| 158 | プロポーズ           | Romance Looming                       | 9月22日       |
| 159 | 仲よしソルト         | Spellmanian Slip                      | 9月29日       |
| 160 | 華麗なる結婚         | You Slay Me                           | 10月6日       |
| 161 | さよならハービー     | A Fish Tale                           | 10月13日      |
| 162 | 友情サバイバル       | What a Witch Wants                    | 10月20日      |
| 163 | 運命の相手           | Soul Mates                            | 10月27日      |

## 日本語版制作スタッフ
- 翻訳 - 不明
- 演出 - 伊達渉[12]
- 制作 - 不明

## DVD
- サブリナ ティーンエイジ・ウィッチ コレクターズボックス BOX 1～BOX 4 （JVC ENTERTAINMENT）

各4枚組 全16枚 シーズン1～シーズン7の中から73話収録（全話は収録されていない）

## テレビ・ムービー版
テレビ・ムービー版はドラマ版とは設定が多少異なる。
- サブリナ 麗しの魔女 in ローマの休日（原題：SABRINA GOES TO ROME）（1998年）
  - 出演
    - メリッサ・ジョーン・ハート
    - ニック・ベイケイ（声）
    - エディ・ミルズ
    - タラ・カレンドフ
    - ジェームズ・フィールズ
    - リチャード・ホーヴィッツ（声）

  - 監督：ティボー・タカクス
  - 製作：オヴィディオ・G・アソニティス、メリッサ・ジョーン・ハート、ケネス・R・コック
  - 製作総指揮：ポーラ・ハート（サブリナ役のメリッサ・ジョーン・ハートの実母）
  - 脚本：ダニエル・ベレンドセン
  - 撮影：アドルフォ・バルトーリ
  - 音楽：ダニー・ラックス

- サブリナ 麗しの魔女 in グレートバリアリーフの休日（原題：SABRINA, DOWN UNDER）（1999年）
  - 出演
    - メリッサ・ジョーン・ハート
    - ニック・ベイケイ（声）
    - ピーター・オブライエン
    - タラ・カレンドフ
    - スコット・マイケルソン
    - リンゼイ・スローン

  - 監督：ケネス・R・コック
  - 製作：メリッサ・ジョーン・ハート
  - 製作総指揮：ポーラ・ハート
  - 脚本：ダニエル・ベレンドセン
  - 音楽：ミシェル・コロンビエ

## その他
- アマンダと幼少期のサブリナを演じたエミリー・ハートはメリッサ・ジョーン・ハートの実妹。1999～2000年のアニメシリーズ『おちゃめな魔女サブリナ』では声優としてサブリナ役を演じた。
- ホラーテイストを加えたリブート版"Chilling Adventures of Sabrina"が、キャストを一新して製作中。NETFLIXにより2018年10月末から配信予定である。サブリナ役はキーナン・シプカ。ミランダ・オットーがゼルダ、ルーシー・デイヴィスがヒルダを演じる。